# Földiák Péter
Földiák Péter (Budapest, 1963. december 4. –) magyar-brit számítógéptudós, villamosmérnök, a műszaki tudományok kandidátusa (1992).

## Életpályája
Szülei Földiák Gábor (1929–2001) vegyészmérnök, közgazdász és Braun Zsuzsanna (1931–2022) vegyészmérnök. 1982-ben az ELTE Radnóti Miklós Gyakorlóiskolában érettségizett. 1981–1982 fizikából első díjat nyert az Országos középiskolai tanulmányi versenyen. 1982-ben részt vett a Nemzetközi Fizikai Diákolimpián. 1983–1987 között a Budapesti Műszaki és Gazdaságtudományi Egyetem hallgatója volt, ahol kitüntetéses villamosmérnöki oklevelet szerzett. 1986-ban Barcelonában az Olivettinél volt mérnök-gyakornok. 1987–1988 között a Cambridge-i Egyetem tudományos segédmunkatársa, majd 1988–1991 között PhD hallgatója volt Horace Barlow laboratóriumában. 1991–1993 között az Oxfordi Egyetem Agy- és Magatartáskutató Központ tudományos munkatársa, majd 1993–2014 között a St. Andrews-i Egyetem adjunktusa volt. 1999-től a Bostoni Egyetem vendégprofesszora. 2016–2021 között a Secret Sauce Partners Inc. adat-tudomány kutatója, 2020–2021 között az ELTE Informatikai Kar kutatója volt.
Kutatási területe a neurális informatika (felügyelet nélküli tanulás), az elméleti idegtudomány (látórendszer, tudás-reprezentáció), a gépi tanulás és a mesterséges intelligencia.

## Díjai, elismerései
- Gulbenkian-ösztöndíj (Cambridge, 1988–1991)
- Szent-Györgyi Albert-ösztöndíj (2002–2003)

## Publikációi
- Peter Földiák publications